# Drăgoiești, Timiș
Drăgoiești (maghiară Drágonyfalva) este un sat în comuna Racovița din județul Timiș, Banat, România.

## Personalități
- Ioan Jurcă (1894 - 1969), preot, deputat în Marea Adunare Națională de la Alba Iulia 1918

## Legături externe

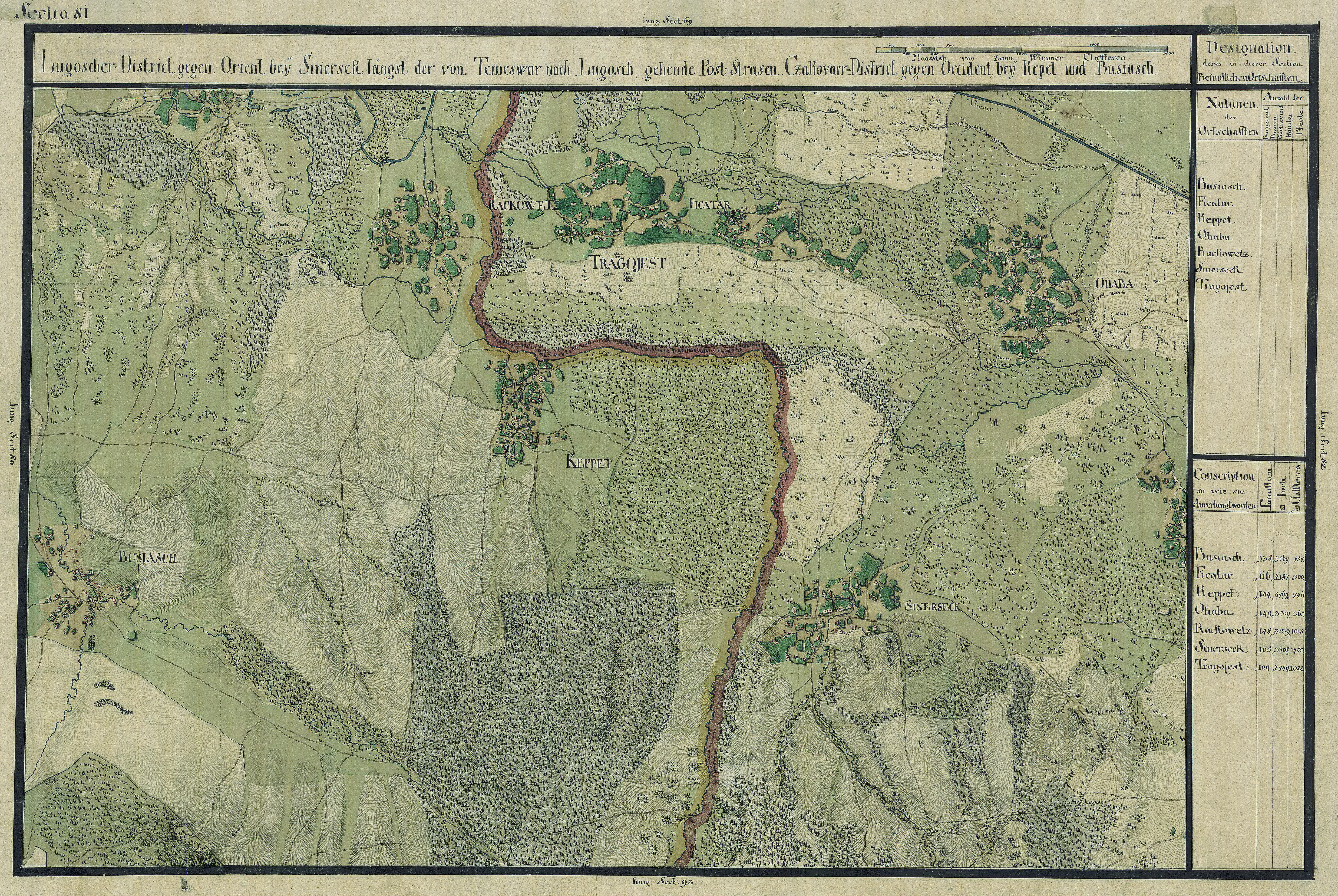
Drăgoieşti în Harta Iosefină a Banatului, 1769-72